# Principi di psicologia fisiologica
I Principi di psicologia fisiologica o anche come Fondamenti di psicologia fisiologica o Elementi di psicologia fisiologica (Grundzüge der physiologischen Psychologie) è un saggio di psicologia pubblicato nel 1874 a Lipsia dal fisiologo e psicologo tedesco Wilhelm Wundt, fondatore della psicologia scientifica e, nel 1879, del primo laboratorio di psicologia. 
In quest'opera Wundt sostiene la sua proposta di studiare la mente umana in modo oggettivo e scientifico, cioè ricorrendo al metodo scientifico. L'opera può essere considerata la prima opera sistematica della psicologia scientifica moderna.

## Storia editoriale
Dopo la prima edizione, l'opera fu ripubblicata, rivista e rielaborata cinque volte: la seconda edizione apparve nel 1880, la terza nel 1887, la quarta nel 1893, la quinta nel 1902 e la sesta nel 1908-1911. L'edizione del 1880 fu tradotta in francese (Eléments de psychologie psychologique) nel 1886, mentre l'edizione del 1902 fu tradotta in inglese come Principi di psicologia fisiologica nel 1904.